# 出納 (荘園)
出納（すいとう）とは、中世日本の荘園に設置された下級荘官の1つ。下司や公文の下で年貢の徴収・出納・算用などの経理的な業務にあたった。
『東大寺』によれば、東大寺の荘園があった大和国豊井荘や紀伊国木本荘に出納が設置されて年貢に関する業務にあたったことが記されている。また、室町時代の近衛家における経済状況を記した『雑事要録』によれば、摂関家の所領に設置されていた大番領には大番米を徴収する出納が設置され、中には問丸などの他の業種を営んでいたことが記されている。